# Mound City (Arkansas)
Mound City é uma cidade não incorporada no Condado de Crittenden, Arkansas. Abrange uma área de 25,4 mil metros quadrados. Em 2009 teve uma população de 4817 homens e mulheres.